# Riestedt (Uelzen)
Riestedt ist ein Ortsteil der Hansestadt Uelzen im niedersächsischen Landkreis Uelzen.

## Geografie und Verkehrsanbindung
Der Ort liegt nordöstlich des Kernbereichs von Uelzen.
Nördlich fließt die Wipperau, ein rechter Nebenfluss der Ilmenau.
Die B 191 verläuft am südlichen Ortsrand.

## Kultur und Sehenswürdigkeiten
- Großsteingräber bei Riestedt

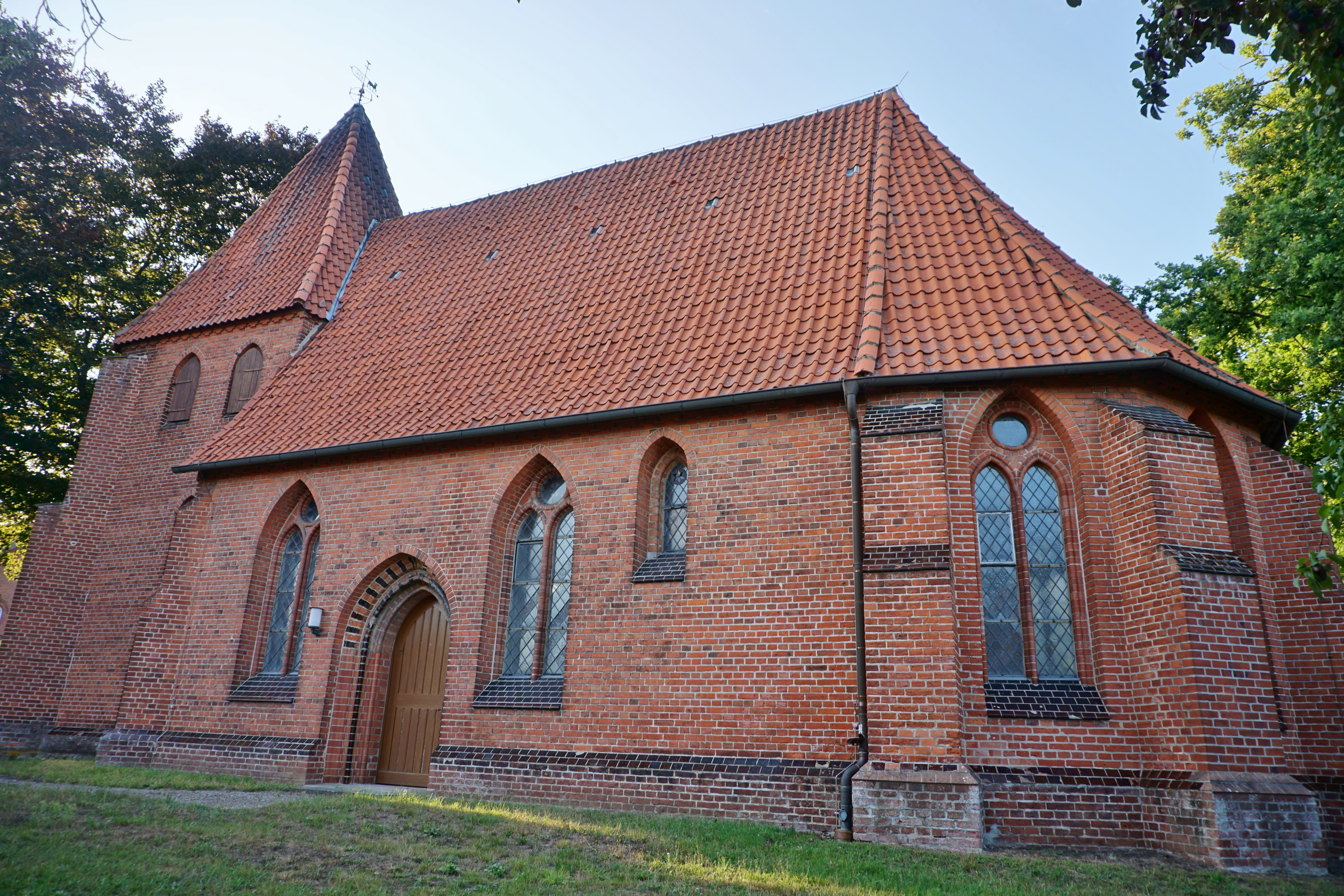
Marienkapelle in Riestedt

Die Grundsubstanz der Marienkapelle in Riestedt entstand bereits im 14. Jahrhundert. Die Backsteinkapelle besaß zeitweise einen besonders wertvollen Altaraufsatz, der heute im Niedersächsischen Landesmuseum in Hannover aufbewahrt wird.